# Die drei Musketiere (1921)
Die drei Musketiere (Originaltitel: The Three Musketeers) ist ein US-amerikanischer Mantel-und-Degen-Film von Fred Niblo aus dem Jahr 1921. Der Stummfilm basiert auf dem bekannten gleichnamigen Roman von Alexandre Dumas dem Älteren und war ein großer Erfolg. Es war der erste große Kostümfilm Douglas Fairbanks’. 

## Handlung

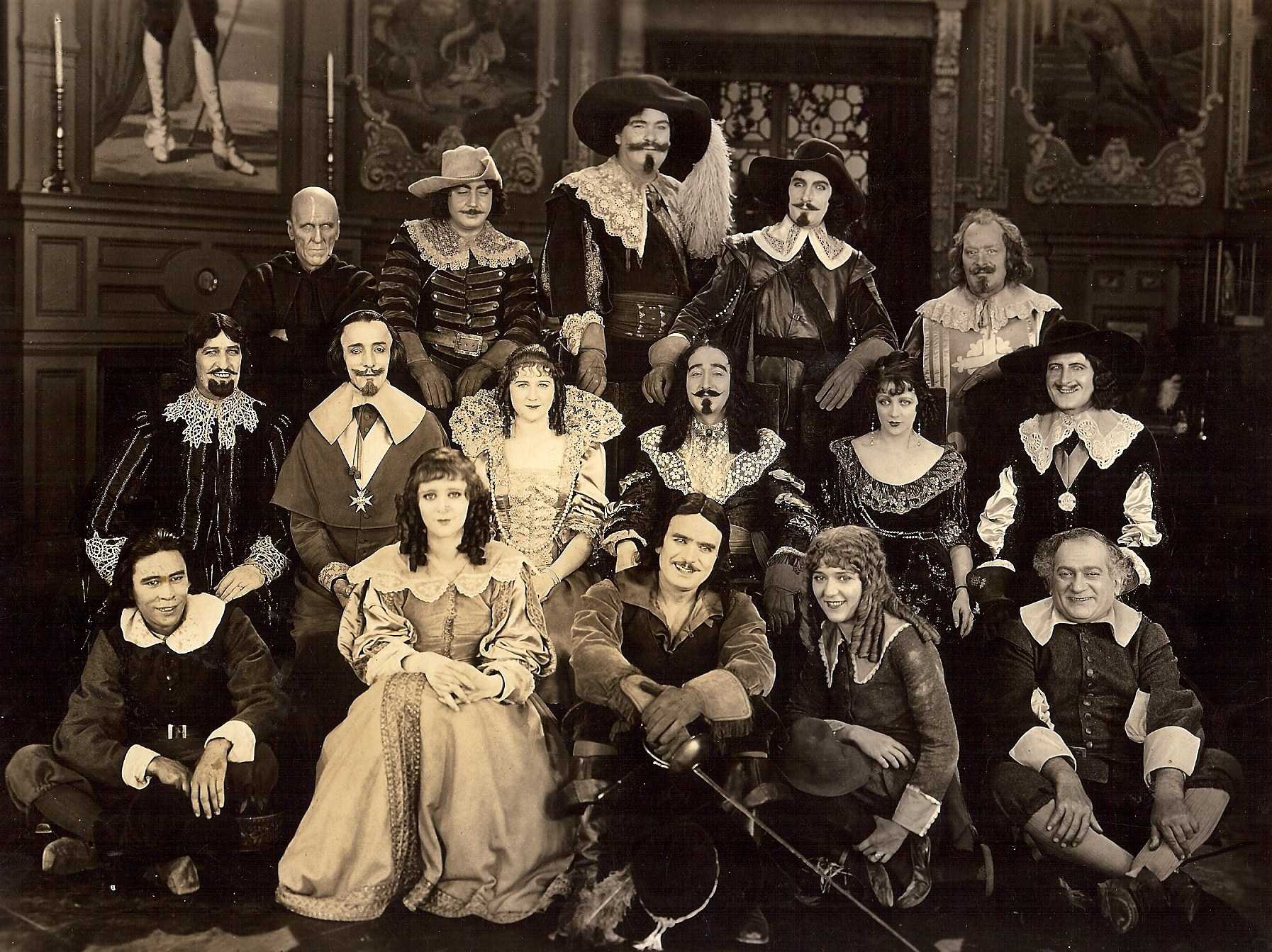
Die Besetzung von The Three Musketeers (1921); Namen der Schauspieler und Rollen auf der Bildbeschreibungsseite.

D’Artagnan gerät in ein Duell mit Athos, Porthos und Aramis, freundet sich währenddessen aber mit diesen an. Gemeinsam versuchen sie den Plan Kardinal Richelieus, die Königin zu diskreditieren, zu vereiteln. Der Kardinal hat Lady De Winter entsandt, um in den Besitz einer Brosche zu gelangen, die die Königin dem Herzog von Buckingham geschenkt hat.